# Distrikt Hersfeld

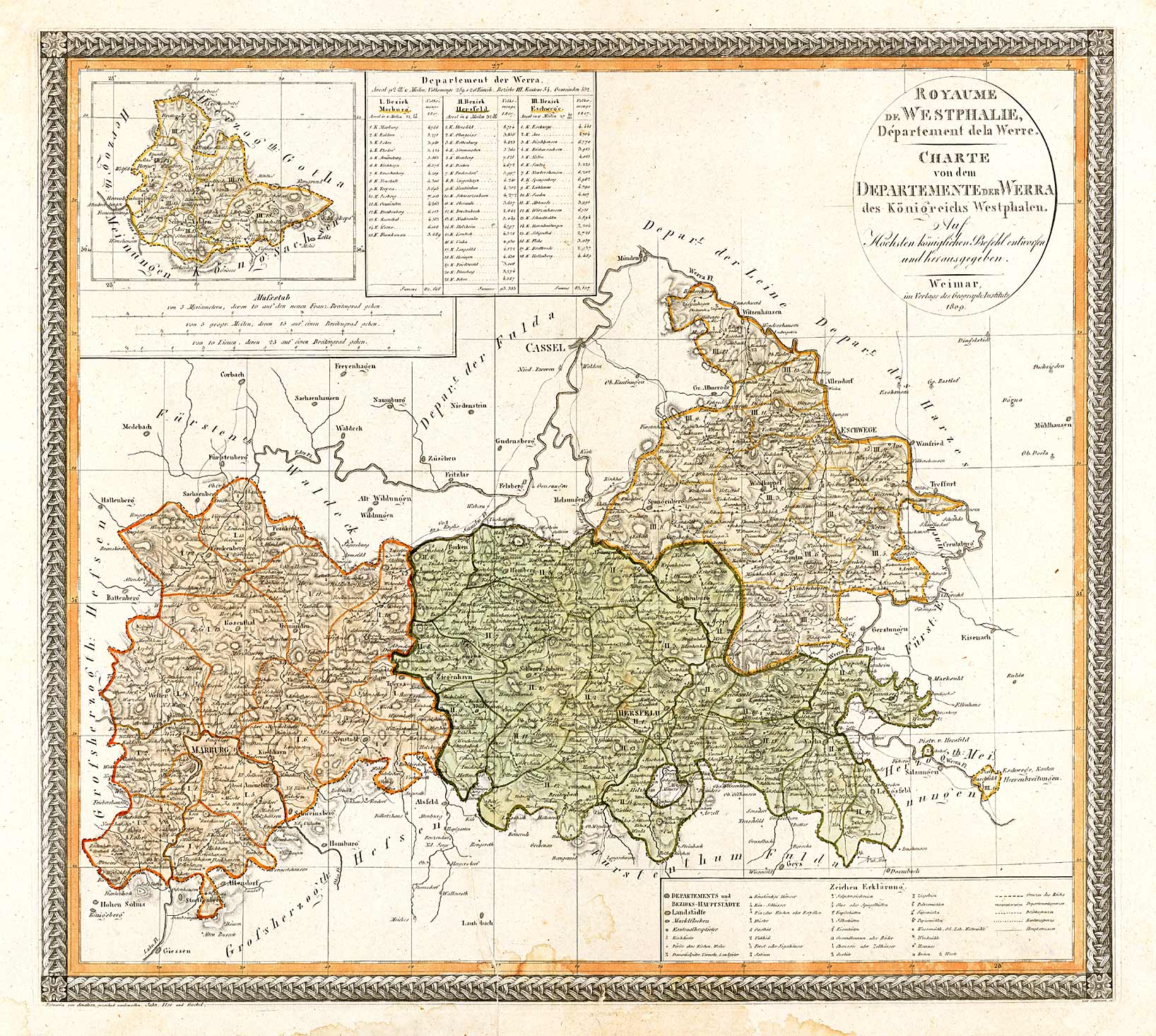
Karte des Departements der Werra von 1809

Der Distrikt Hersfeld war eine Verwaltungseinheit innerhalb des Departements der Werra im napoleonischen Königreich Westphalen und bestand von 1807 bis 1814. Der Distrikt bestand aus 21 Kantonen mit insgesamt 202 Gemeinden (bestehend aus 9 Städten, 6 Marktflecken, 259 Dörfern, 55 Weilern, sowie 75 Einzelhöfen) mit einer Fläche von 44,14 Quadratmeilen. Die Einwohnerzahl des Distrikts betrug 92.884, die in 13.155 Haushalten lebten.

## Lage
Der Distrikt Hersfeld wurde im Norden durch die Grenzen der ehemaligen Ämter Spangenberg und Sontra begrenzt. Im Osten waren es die Werra und das Herzogtum Sachsen-Eisenach. Im Süden grenzte das Arrondissement an das  Großherzogtum Hessen. Die westliche Grenze bildete die Schwalm.

## Kantone im Distrikt Hersfeld
| Einwohner | Fläche in QM | Kanton            | Zugehörige Ortschaften |
| --------- | ------------ | ----------------- | --- |
| 92.884    | 44,14        | Distrikt Hersfeld | |
| 7.046     | 1,47         | Hersfeld          | Stadt Hersfeld, mit Eichhof, Wehneberg, Meisebach, Bingartes und Johannesberg; Allmershausen mit Hählgans und Kalkobes; Heenes, Friedlos mit Ludwigsauer Mühle und Reilos; Tann; Rohrbach |
| 4.003     | 2,72         | Obergeis          | Obergeis mit Erzebach; Aua; Beenhausen mit Heyerode und Ludwigseck; Ersrode mit Hainrode; Frielingen und Heddersdorf; Gittersdorf; Goßmannsrode mit Rotterterode und Beiersgraben; Niederthalhausen mit dem Hof Trunsbach; Oberthalhausen und Emmrichsrode; Reckerode mit Scheidhof; Untergeis mit Biedebach; Willingshain und Gersdorf                                                                       |
| 4.705     | 1,44         | Rotenburg         | Stadt Rotenburg an der Fulda, mit Dickenrück; Atzelrode mit Wüstefeld und Mündershausen; Blankenheim; Braach mit Gut Ellingerode und Gut Alte Teich; Gerterode, Breitenbach und Michelshof mit Lüdersdorf |
| 5.228     | 2,26         | Neumorschen       | Neumorschen, Baumbach, Beiseförth, Binsförth mit dem Hof Grüneis, Hausen, Konnefeld, Licherode, Lichtenhagen, Nenterode, Niederbeisheim mit dem Hof Largesberg (Largesgrund), Niederellenbach, Oberbeisheim, Oberellenbach, Rengshausen, Sterkelshausen, Wichte |
| 7.177     | 2,13         | Homberg           | Stadt Homberg (Efze) mit Hospital St. Georg; Lendorf, Hebel, Falkenberg mit Rockshausen; Mardorf, Mühlhausen und Lembach; Freudenthal und Roppershain; Caßdorf, Hof Sauerburg und Berge; Dickershausen und Mörshausen; Berndshausen und Welferode; Holzhausen, Remsfeld und Relbehausen; Sipperhausen mit Hombergshausen und Bubenrode                                                                        |
| 4.570     | 1,66         | Borken            | Stadt Borken mit Marienrode und Gilserhof und die Dörfer Arnsbach, Nassenerfurth (Nassen-Erfurth), Trockenerfurth (Trocken-Erfurth), Römersberg, Singlis, Pfaffenhausen, Stolzenbach, Zimmersrode, Haarhausen, Dillich, Waltersbrück, Dorheim und Neuenhain (Neuenhayn). |
| 5.024     | 2,16         | Frielendorf       | Frielendorf, Todenhausen, Linsingen und Gebersdorf; Spieskappel und Ebersdorf; Lenderscheid mit Lanertshausen und Siebertshausen; Ropperhausen, Verna und Allendorf; Wernswig, Lützelwig, Hof Willingshain und Sondheim; Waßmuthshausen mit Rodemann und Dörnishöfe; Leuderode, Allmuthshausen, Rückersfeld, Steindorf und Baßfelder Hof, Völkershain, Reddingshausen und Schellbach                          |
| 3.832     | 1,62         | Ziegenhain        | Stadt Ziegenhain mit Entenfang, Allendorf, Leimsfeld, Michelsberg, Niedergrenzebach, Obergrenzebach, Rommershausen, Rörshain, Schönborn, Seigertshausen, Steina |
| 4.194     | 1,82         | Neukirchen        | Stadt Neukirchen; Asterode; Alt-Hattendorf und Neu-Hattendorf mit Krausenberg; Immichenhain mit Völkershof und Eggenhöfe; Nausis, Wincherode und Claushof; Riebelsdorf mit Rückershausen; Hof Röllhausen und Schönberg; Schrecksbach |
| 4.251     | 2,28         | Schwarzenborn     | Stadt Schwarzenborn mit Kämershagen, Appenfeld mit Hergetsfeld, Christerode mit Hauptschwenda, Ellingshausen mit Nausis, Grebenhagen, Hülsa, Mühlbach, Raboldshausen, Saasen mit Ober- und Unter-Neuenstein, Salzberg, Wallenstein |
| 3.675     | 0,69         | Oberaula          | Oberaula, Friedigerode, Görzhain, Hausen, Ibra, Olberode, Ottrau mit Kleinropperhausen, Schorbach, Wahlshausen, Weißenborn |
| 2.800     | 1,81         | Breitenbach       | Breitenbach am Herzberg mit Gibcheshof, Berfa, Gehau mit Hof Huhnstadt und Burg Herzberg, Hatterode mit Hohleiche, Lingelbach, Machtlos, Niederjossa, Oberjossa mit Hof Ottersbach |
| 3.093     | 1,60         | Niederaula        | Niederaula; Allendorf, mit Reimboldshausen und Kemmerode; Asbach, mit Beiershausen und Falkenbach; Hattenbach; Kirchheim, Gershausen und Kleba |
| 4.707     | 2,14         | Holzheim          | Holzheim mit Heisenstein; Bodes mit Soislieden; Buchenau mit Giesenhain und der Meierei Schwarzenborn; Erdmannrode mit Branders; Kerspenhausen mit Kohlhausen und Roßbach; Kruspis und Stärklos; Mengshausen mit Soldanshof und Hilperhausen; Oberstoppel, Unterstoppel und Rothenkirchen; Rhina; Solms mit Engelbach und Sternberg; Wehrda mit Klebsmühle; Wetzlos mit Schletzenrod                          |
| 3.965     | 2,55         | Landeck           | Schenklengsfeld; Malkomes mit Dinkelrode; Oberlengsfeld mit Schenksolz und Lampertsfeld; Wüstfeld mit Konrode und Landershausen; Motzfeld, Hilmes, Wehrshausen mit Kohlhausen, Rimmerode, Thalhausen und Unterweisenborn; Ransbach, Ausbach mit Nippe und Röhrigshof; Mansbach mit Grieselborn; Oberbreitzbach, Glaam, Schwarzengrund und Grasgrube, Wenigentaft                                              |
| 5.022     | 2,04         | Vacha             | Stadt Vacha mit Poppenberg, Badelachen und Hedwigshof; Neu-Breitzbach, Pferdsdorf mit Deicheroda, Larau, Iberts, Riembach, Mühlwärts und Räsa; Sünna, Rodenberg mit Hüttenroda und Mosa; Oechsen, Völkershausen, Busengraben, Luttershof und Martinroda; Wölferbütt mit Masbach; Mariengart, Willmanns und Kohlgraben                                                                                         |
| 4.271     | 1,51         | Lengsfeld         | Stadt Lengsfeld, Gehaus mit Hof Altenroth (Altenrode), Hohenwart, Bayershof, Fischbach (am Baier), Schwanenhof und Papiermühle, Weilar, Oechsen |
| 4.204     | 2,22         | Heringen          | Stadt Heringen mit Fülleroda; Creutzburg mit Philippsthal; Oberzella mit Unterzella und Thalhausen; Lengers mit Harnrode und Heiligenroda, Schwenge und Niederndorf; Vitzeroda mit Leimbach und Gasteroda; Dippach, Gospenroda mit Rienau, Auenheim und Abteroda; Frauensee mit Albertshof und Weißendiez; Dachsgrube, Hetzeberg, Josthof, Knottenhof, Lindigshof, Rohnhöfe, Schergeshof und Springen; Dönges |
| 3.048     | 1,95         | Friedewald        | Friedewald mit Roth, Heiligen-Mühle und Weißenborn; Kleinensee, Widdershausen mit Bengendorf; Heimboldshausen mit Sandmühle; Wölfershausen; Herfa und Gethsemane; Lautenhausen mit Oberneurode (Das Löchen); Hillartshausen mit Unterneurode |
| 3.276     | 1,72         | Petersberg        | Petersberg mit Kienbach; Kathus, Sorga mit Sölzerhöfe und Oberrode, Rotensee, Oberhaun, Unterhaun, Eitra mit Sieglos und Fischbach; Wippershain mit Heckenhaus; Meckbach, Mecklar |
| 4.733     | 2,41         | Bebra             | Bebra; Obergude, Niedergude, Dankerode und Seifertshausen, Erkshausen, Hergershausen mit Erdpenhausen und Guttels; Lispenhausen, Schwarzenhasel, Asmushausen mit Rautenhausen; Gilfershausen mit Braunhausen; Weiterode |